# Badland Slingers
Die Badland Slingers sind eine deutsche Rock-’n’-Roll-Band aus dem Ruhrgebiet.

## Geschichte
Die Band wurde 1988 durch die drei Schulfreunde Stefan Pfeifer, Ingo Matzke und Cheesy gegründet. Die meisten Lieder wurden von Herbert Leske komponiert, als dieser durch seine Arbeit bei anderen Bands und seiner Einberufung zur Bundeswehr nicht mehr zur Verfügung stand, wurde mit Frank Ripke ein Ersatz gefunden. Ähnlich wie bei der Rockabilly Mafia oder den Panhandle Alks sind ein Großteil der Lieder mit deutschen Texten versehen.
Es folgten zahlreiche Auftritte neben Stars wie Crazy Cavan, Rose Maddox und Glen Glenn wie auf dem International Rock ’n’ Roll / Rockabilly Meeting in München oder in Spanien.
1999 wurden alle bis dato unveröffentlichten Aufnahmen von Part Records veröffentlicht.
Nachdem sich die Band 1994 aufgelöst hatte, wechselte Stefan Pfeifer zu Lou Cifer and the Hellions, die drei anderen Mitglieder gründeten die Blues Band Rough’n’Tumble. 2013 kam es zu einer Reunion der Badland Slingers mit Ralf Wardetzki am Schlagzeug.

## Diskografie

### Alben
- 1990: Rockabilly Looser
- 1995: Badland Slingers Meet Shotgun
- 1993: Ich will nur rockin’
- 1994: Rockers Clan
- 1999: Unreleased Recordings & More

### Singles
- 1992: Mutterland / Teenage Boogie
- 1994: Ich will nur rockin’ / Boogie Bop Dame